# Gabara fosteri
Gabara fosteri là một loài bướm đêm trong họ Erebidae.